# ۱۰۴۸ (خورشیدی)
۱۰۴۸ هزار و چهل و هشتمین سال هجری خورشیدی است.

## درگذشتگان
- ملا رجبعلی تبریزی فقیه و دانشمند دورهٔ صفوی. (برابر ۱۰۸۰ قمری)